# Char 7TP
Le 7TP est un char léger polonais de la Seconde Guerre mondiale.

## Caractéristiques
Le char 7TP est une copie du char Vickers-Armstrong britannique de 1928, les Polonais s'étant contentés de l'équiper d'un canon antichar de 37 mm et d'un moteur diesel de 110 cv (ce fut alors le premier char diesel européen) qui pouvait l'amener à une vitesse de 37 km/h. Il avait également un blindage de 15 mm en moyenne.

## Historique
Il était parfaitement apte à s'attaquer aux Panzers I et II, mais comme les Polonais ne disposaient que de 132 à 137 7TP lors de l'invasion allemande, ils furent totalement submergés.

### Genèse
En 1929, la société Vickers vend à la Pologne la licence de sa chenillette Carden-Loyd qui permettra de développer les TK-3 et TKS. L'année suivante, un exemplaire de son tank « 6 ton », nommé Mark E pour l'exportation, est proposé à la Pologne. Celle-ci achète en septembre 1931 la licence de production et 38 exemplaires du Type A (pourvu de deux tourelles munies d'une mitrailleuse, à la différence du Type B à tourelle unique et canon de 47 mm QF 3-pdr). Après des essais peu concluants avec mitrailleuses « nationales » (Hotchkiss wz. 25) ou canons SA 18, une commande est faite pour effectuer des conversions en Type B à canon de 47 mm. L'armée polonaise n'étant pas entièrement satisfaite, un successeur basé sur la licence du 6 ton est programmé : le 7 tonowy polski (« 7 tonnes polonais »).

### Développement et production
Conçu par le bureau d'ingénieur d’État (Panstwowe Zaklady Inzynierii), un premier prototype du VAU33 (Vickers-Armstrong-Ursus 1933) est assemblé en août 1933, un second l'année suivante. Ils possèdent alors la double tourelle du Mark E type A, mais avec une motorisation PZInz. 235 (Saurer VBLDb sous licence) à carburant diesel, une première en Europe après le Type 89 I-Go japonais. Le blindage passe de 13 mm sur le Mark E à 17 mm.
La production du nouvellement désigné 7TP est ordonnée en 1935 pour 22 exemplaires, tout d'abord équipés de la double tourelle du Type A. Après l'acquisition du 37 mm Bofors antichar (wz. 36), ce modèle tracté est adapté pour une monotourelle (37 mm wz. 37). La production du modèle à canon débute en 1937.
La tourelle est à deux places ; le chef de char/chargeur a à disposition une invention due à l'ingénieur polonais Rudolf Gundlach brevetée en 1936, le « périscope Gundlach » permettant à l'utilisateur de voir sur 360° sans faire pivoter son siège. Le mécanisme sera récupéré par les allemands et fut vendu à Vickers-Armstrong pour équiper les chars britanniques et certains M4 Sherman. Un coffre à l'arrière de la tourelle (qui inspirera peut-être les « rommelkiste » des Panzer III et IV) accueille une radio N2C ou RKBC pour les engins d'officiers. Les autres se contentent de communications visuelles par des fanions/triangles dressés en haut de la tourelle, selon l'usage français.
Par manque de budget, il est prévu la production de 16 à 18 engins par an. En septembre 1939, la production sera de 132 blindés, en excluant les prototypes. Un tracteur d'artillerie, le C7P, sera aussi construit sur la base du châssis du 7TP.
Dès 1938, des améliorations sont demandées pour créer un « 7TP renforcé », désigné après-guerre 9TP, avec un moteur diesel plus puissant et allégé, ainsi qu'un blindage avant porté à 40 mm. Aucun ne sera produit avant la défaite.

### Utilisation
Au moment de l'entrée en guerre contre l'Allemagne (septembre 1939), les 7TP sont répartis en deux bataillons de chars légers, et un troisième en formation. Deux compagnies sont alors créées avec les blindés restant ; elles rejoignent la capitale pour sa défense. Les bataillons comprennent 49 chars, ventilés en 3 compagnies de 16 véhicules (dont 3 pelotons de 5 engins).
Le 1er bataillon de chars légers, réserve stratégique, est engagé comme appui d'infanterie avant de se replier vers la capitale. Ils sont intégrés à la brigade motorisée de Varsovie puis à l'Armée de Lublin avant d'être sabordés le 21 septembre. Le 2e bataillon combat des unités de panzers et détruit plusieurs blindés allemands, pour la perte de 18 7TP.
À la fin de la campagne, la Wehrmacht capture 20 7TP ; une vingtaine se serait retirés - puis internés - en Roumanie.
Bien que le calibre de 37 mm apparait insuffisant dès le début du conflit, la technologie Bofors donne au wz. 37 des capacités antichars qui soutiennent favorablement la comparaison avec ses homologues allemands.

#### Réemploi allemand
Comme pour la plupart des matériels lourds ou offensifs capturés, l'Armée allemande réutilise les engins polonais. Les C7P seront appréciés comme Artillerieschlepper C7P(p). Bien que supérieur aux PzKpfw I et PzKpfw II, le 7TP ne sera pas redéployé en première ligne, en raison du faible nombre capturé et du manque de pièces détachées disponibles. Ils seront cantonnés, en Pologne occupée, à des missions de police et d'entraînement des équipages sous l’appellation de Panzer 7TP 731(p). Une faible part est détourellée et transformée, après installation d'une petite grue, en chenillé de dépannage avec le nom de Bergepanzer auf Panzer 7TP 731(p). Les 7TP sous couleurs allemandes seront ainsi utilisés jusqu'en 1944.

Diverses vues du 7TP
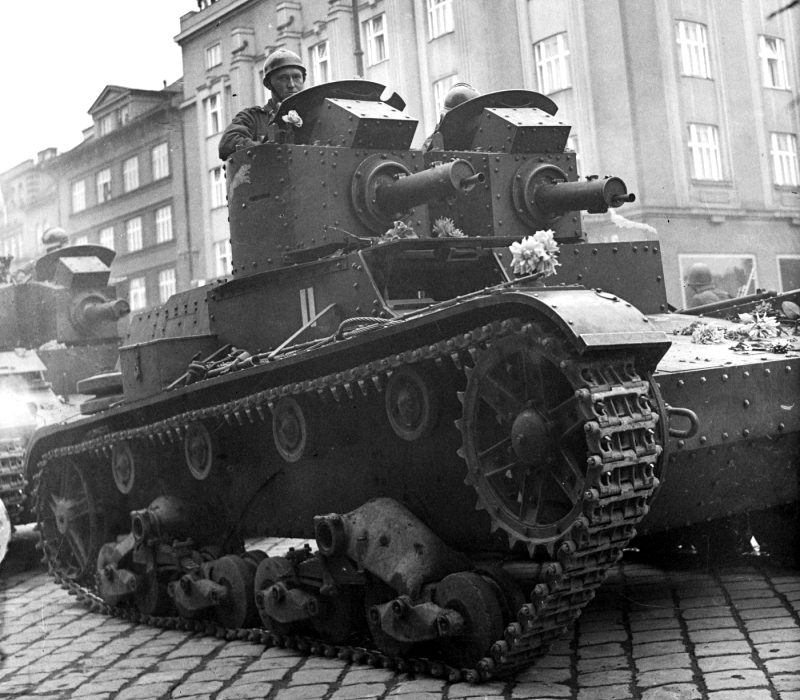
7TP bi-tourelles à mitrailleuses.
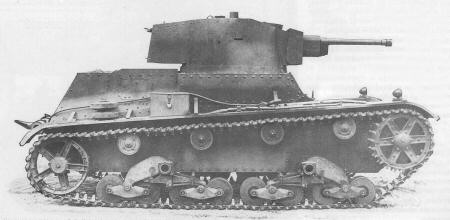
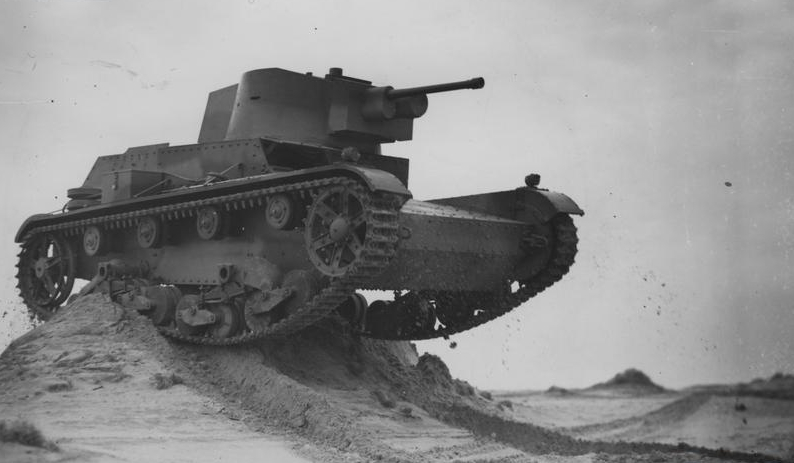
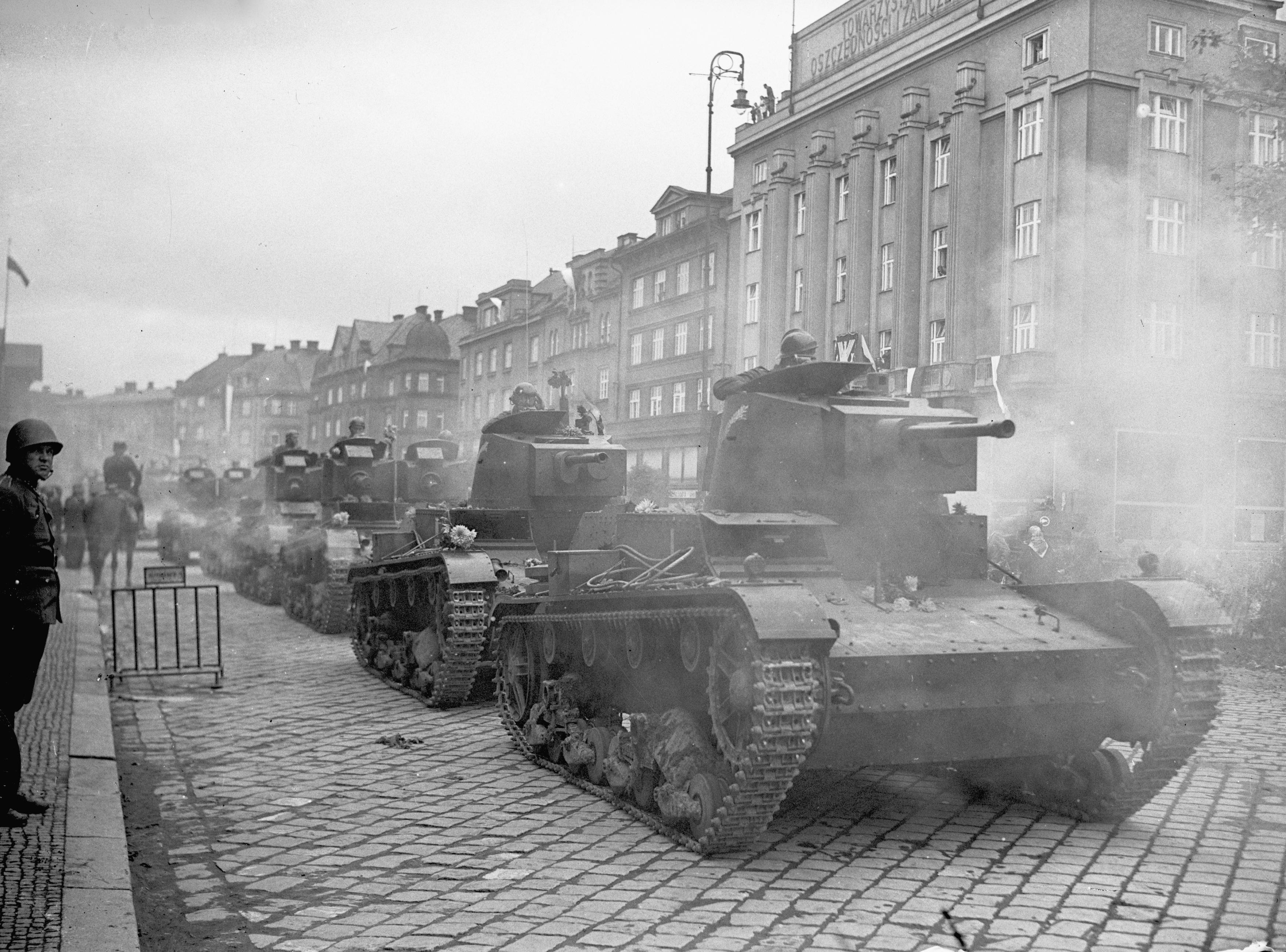
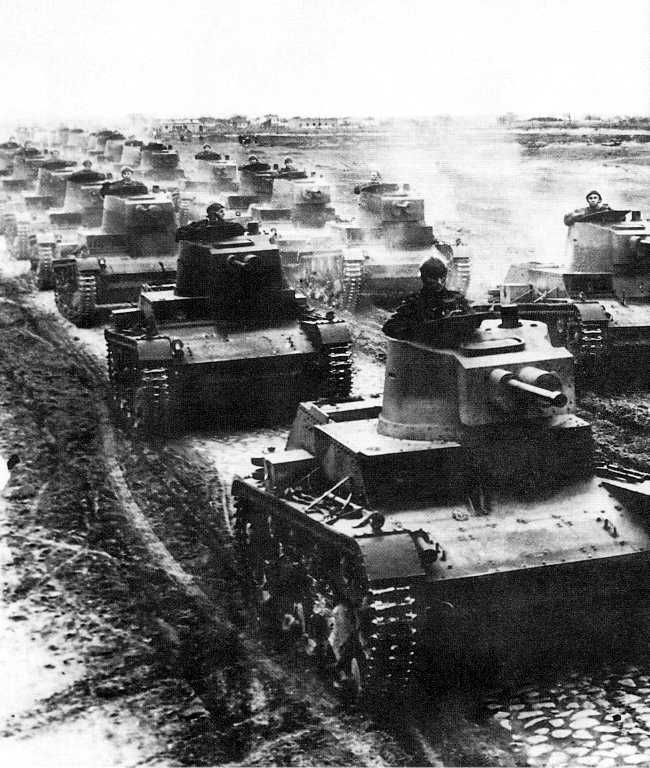
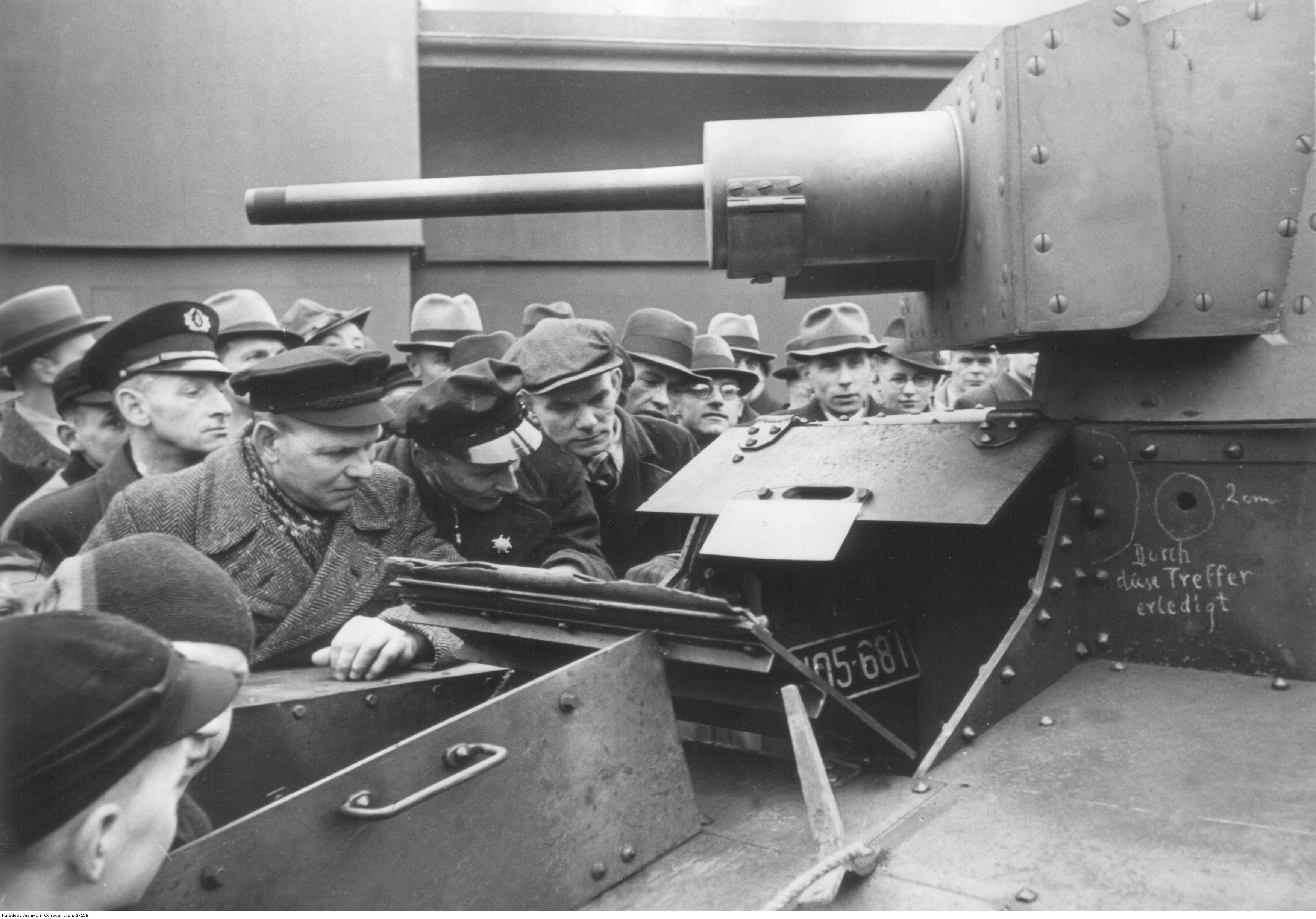
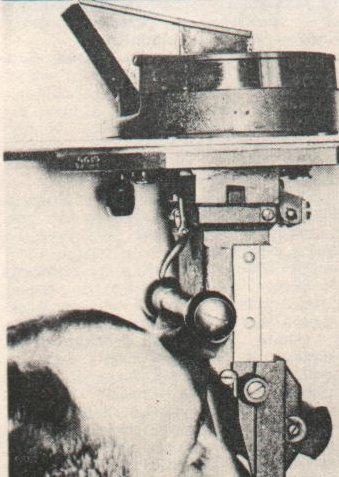
Périscope Gundlach.
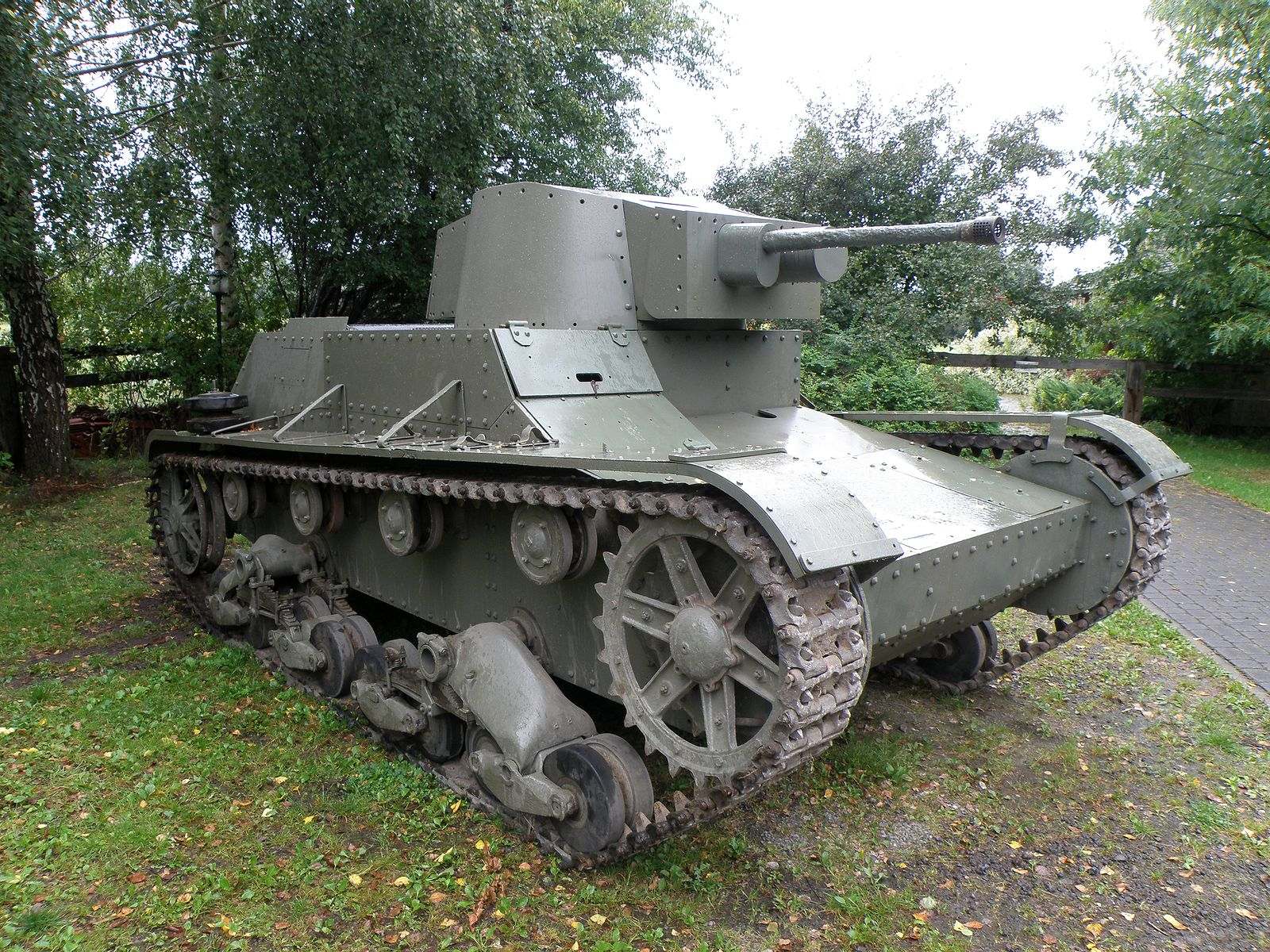
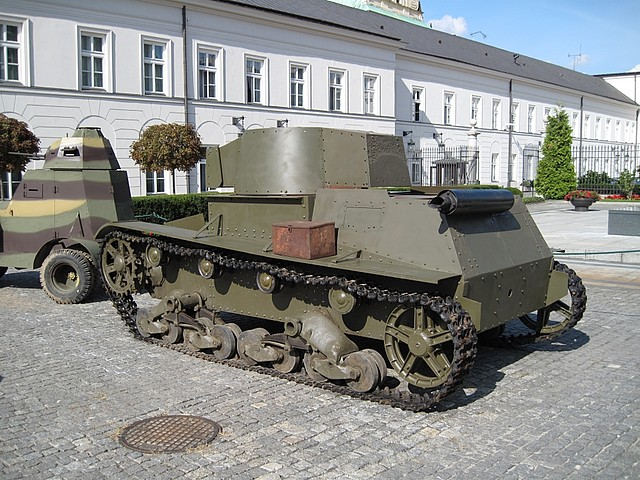
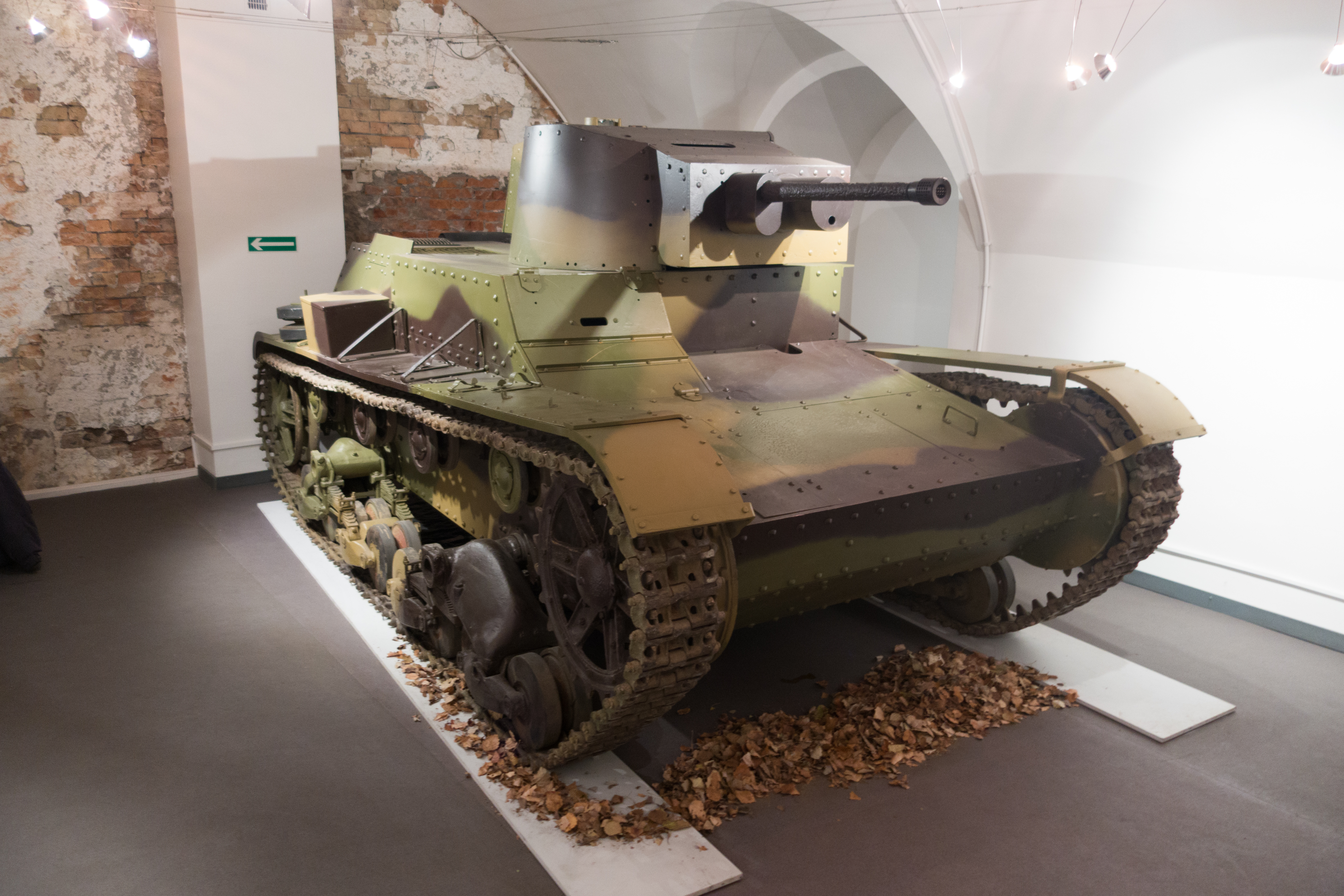
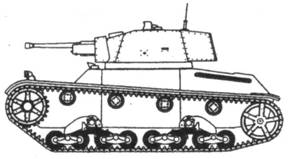
Profil du 9TP.